# Vinyl Albums
Vinyl Albums — тижневий американський хіт-парад продажів вінілових платівок, що публікується в часописі «Білборд» починаючи з 2001 року.

## Історія створення
Вінілові платівки були основним носієм звукових даних починаючи з середини XX сторіччя, тому довгий час показники їх продажів були ідентичними продажам альбомів. Так, в середині 1950-х років основними альбомними чартами Billboard були хіт-паради монофонічних та стереофонічних платівок. В 1960 роках їх було об'єднано в чарт Top LP's, і лише в 1972 році назву було змінено на Top LP's & Tapes, відбивши наявність альбомів, що розповсюджуються на магнітофонних касетах. Надалі частка грамофонних платівок в загальній кількості проданих примірників поступово зменшувалась, поступаючись іншим носіям інформації.
Про створення окремого хіт-параду Vinyl Albums було повідомлено в номері Billboard від 8 жовтня 2011 року. На той момент щороку у США продавалось близько 2,6 млн вінілових платівок (для порівняння, кількість проданих цифрових альбомів щороку перевищувала 72 млн, а компакт-дисків — 147 млн примірників). Vinyl Albums став одним з чотирьох нових чартів, які публікувались для професіоналів музичної індустрії на сайті billboard.biz, разом із рейтингами продажів цифрових пісень у жанрах поп, альтернативний рок та хард-рок. Першим альбомом, який очолив новий хіт-парад, став Father, Son, Holy Ghost інді-рок-гурту Girls. На сайті Billboard можна було знайти більш ранні тижневі рейтинги продажів вінілових платівок, починаючи з 22 січня 2011 року.

## Найбільш продавані вінілові платівки
Окрім тижневих чартів, на сайті Billboard можна знайти річні рейтинги найбільш продаваних альбомів на вінілі:
- 2014 — Джек Вайт — Lazaretto[en]
- 2015 — Тейлор Свіфт — 1989
- 2016 — Адель — 25
- 2017 — The Beatles — Abbey Road
- 2018 — Майкл Джексон — Thriller
- 2019 — The Beatles — Abbey Road
- 2020 — Біллі Айліш — When We All Fall Asleep, Where Do We Go?
- 2021 — Гаррі Стайлс — Fine Line